# Bolt Arena

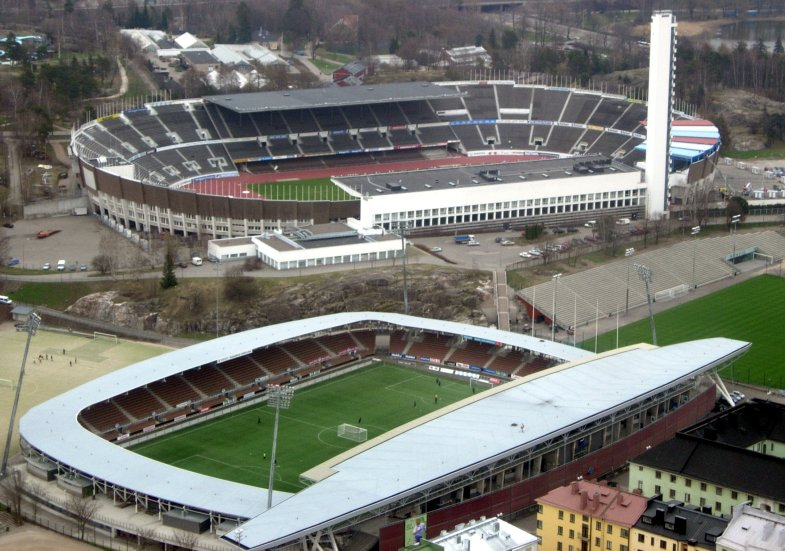
De Bolt Arena met op de achtergrond het Olympisch Stadion

De Bolt Arena is een voetbalstadion in Helsinki, de hoofdstad van Finland. Eerder stond het bekend onder de namen Finnairstadion (tussen 2000 en 2010), Sonerastadion (tussen 2010 en 2017) en Telia 5G Areena (tot januari 2020).
Het werd gebouwd in 2000 en heeft een capaciteit van 10.770. In juli 2006 werd er een nieuw kunstgrasveld gelegd, het modernste van die tijd.
Het is de thuisbasis van HJK Helsinki, Klubi-04 Helsinki en HIFK en ook gebruikt het Fins voetbalelftal het stadion soms voor vriendschappelijke of kwalificatiewedstrijden. De finale van het WK voetbal onder 17 jaar 2003 werd hier gehouden.

## Specificaties
- Veldgrootte: 105 bij 68 meter (Aanbevolen lengte van de UEFA)
- Verlichtingssysteem van 1500 lux
- Capaciteit voor 10.770 toeschouwers, alle plaatsen zijn overdekt
- Hoofdtribune is verwarmd
- Veldverwarming onder het kunstgras